# Dacrymycetaceae
Dacrymycetaceae is een botanische naam, voor een familie van schimmels. 
De familie bestaat uit de volgende 12 geslachten: 
- Arrhytidia (3)
- Calocera (28)
- Cerinosterus (1)
- Dacrymyces (78)
- Dacryomitra (5)
- Dacryonaema (3)
- Dacryopinax (20)
- Dacryoscyphus (3)
- Ditiola (10)
- Femsjonia (6)
- Guepiniopsis (10)
- Heterotextus (4)